# Rhegmoclema laurentii
Rhegmoclema laurentii är en tvåvingeart som beskrevs av Haenni 1989. Rhegmoclema laurentii ingår i släktet Rhegmoclema och familjen dyngmyggor.
Artens utbredningsområde är Tanzania. Inga underarter finns listade i Catalogue of Life.